# 웹 SQL 데이터베이스
웹 SQL 데이터베이스(Web SQL Database)는 다양한 SQL을 사용하여 질의할 수 있는 데이터베이스의 데이터 저장을 위한 웹 페이지 API이다.
이 API는 구글 크롬, 오페라, 사파리, 안드로이드 브라우저를 지원한다.
W3C 웹 애플리케이션 워킹 그룹(Web Applications Working Group)은 2010년 11월 사양에 대한 작업을 중단했으며 독립 구현체의 부족으로 인해(예: SQLite 외의 데이터베이스 시스템 사용) W3C 권고안으로 사양을 진척시킬 수 없었다고 언급하였다.

## 같이 보기
- HTML5